# Élections sénatoriales françaises de 1894
Les élections sénatoriales françaises de 1894 se déroulent le 7 janvier 1894 en métropole et en Algérie et le 14 janvier pour les sièges des colonies de la Guadeloupe et La Réunion et ont pour but de renouveler la série A du Sénat. Il y a 91 sièges à pourvoir dans la série A, qui comprend les départements allant, alphabétiquement, de l'Ain au Gard, ainsi que le département d'Alger. En plus de sièges de la série A, cinq sièges vacants sont pourvus le même jour, quatre par décès dont l'un est d'un Sénateur inamovible et un siège pour élection à la Chambre des députés.

## Résultats en siège

### Série A
| Département         | Sièges | Républicains radicaux | Républicains | Rallié | Réactionnaires |
| ------------------- | ------ | --------------------- | ------------ | ------ | -------------- |
| Ain                 | 3      | 0                     | 3            | 0      | 0              |
| Aisne               | 4      | 1                     | 3            | 0      | 0              |
| Allier              | 3      | 0                     | 3            | 0      | 0              |
| Basses-Alpes        | 1      | 0                     | 1            | 0      | 0              |
| Hautes-Alpes        | 2      | 0                     | 2            | 0      | 0              |
| Alpes-Maritimes     | 2      | 0                     | 2            | 0      | 0              |
| Ardèche             | 3      | 0                     | 3            | 0      | 0              |
| Ardennes            | 3      | 0                     | 3            | 0      | 0              |
| Ariège              | 2      | 0                     | 2            | 0      | 0              |
| Aube                | 3      | 0                     | 3            | 0      | 0              |
| Aude                | 2      | 0                     | 1            | 0      | 1              |
| Aveyron             | 3      | 0                     | 3            | 0      | 0              |
| Bouches-du-Rhône    | 3      | 0                     | 3            | 0      | 0              |
| Calvados            | 3      | 0                     | 3            | 0      | 0              |
| Cantal              | 2      | 0                     | 2            | 0      | 0              |
| Charente            | 3      | 0                     | 2            | 1      | 0              |
| Charente-inférieure | 4      | 0                     | 4            | 0      | 0              |
| Cher                | 3      | 3                     | 0            | 0      | 0              |
| Corrèze             | 3      | 2                     | 1            | 0      | 0              |
| Corse               | 3      | 0                     | 3            | 0      | 0              |
| Côte-d'or           | 3      | 0                     | 3            | 0      | 0              |
| Côtes-du-Nord       | 5      | 0                     | 0            | 0      | 5              |
| Creuse              | 3      | 0                     | 3            | 0      | 0              |
| Dordogne            | 3      | 0                     | 3            | 0      | 0              |
| Doubs               | 3      | 0                     | 3            | 0      | 0              |
| Drome               | 3      | 0                     | 3            | 0      | 0              |
| Eure                | 3      | 0                     | 3            | 0      | 0              |
| Eure-et-Loir        | 2      | 0                     | 2            | 0      | 0              |
| Finistère           | 5      | 0                     | 5            | 0      | 0              |
| Gard                | 3      | 1                     | 2            | 0      | 0              |
| Algérie             | 1      | 1 (socialiste)        | 0            | 0      | 0              |
| Guadeloupe          | 1      | 1                     | 0            | 0      | 0              |
| Réunion             | 1      | 0                     | 1            | 0      | 0              |
| Total :             | 91     | 9                     | 75           | 1      | 6              |

### Élections complémentaires[3]
| Département    | Sièges | Républicain radical | Républicain | Réactionnaire |
| -------------- | ------ | ------------------- | ----------- | ------------- |
| Seine          | 1      | 1                   | 0           | 0             |
| Seine-et-Marne | 1      | 0                   | 1           | 0             |
| Haute-Savoie   | 1      | 0                   | 1           | 0             |
| Manche         | 1      | 0                   | 1           | 0             |
| Marne          | 1      | 0                   | 1           | 0             |

### Global
| Tendances politiques | Tendances politiques | Sièges sortants | Sièges obtenus | Sièges totaux |
| -------------------- | -------------------- | --------------- | -------------- | ------------- |
|                      | Réactionnaire        | 14              | 6              | 52            |
|                      | Républicain modéré   |                 | 80             | 198           |
|                      | Républicain Radical  |                 | 10             | 50            |
| Total                | Total                | 96              | 96             | 300           |

Les résultats montrent la continuation de la montée des républicains et des radicaux tandis que le nombre de réactionnaires diminue. Il reste aussi 3 sièges vacants pour causes de décès à l'issue du scrutin de janvier. Une élection pour le siège non pourvu de l'Aude eut lieu le 25 janvier et Eugène Mir (républicain radical) fut élu mais une erreur de scrutin fit annuler celui-ci après plusieurs semaines de débat au Sénat. Le 25 février, il fut réélu avec une plus grande majorité encore. Le siège des Vosges fut occupé par Paul Frogier de Ponlevoy (Union républicaine) le 25 février et le siège de l'Indre-et-Loire par Antoine-Dieudonné Belle (Union républicaine) le 4 mars.   
Le 14 janvier a lieu l'élection du président du Sénat, Paul-Armand Challemel-Lacour avec 132 voix est élu contre 4 pour Philippe Le Royer et 26 blancs. 
Une élection partielle pour remplacer le sénateur inamovible Victor Schœlcher, mort le 25 décembre, est organisée avec pour circonscription la Meuse le 1er avril. Les résultats furent l'élection d'un candidat républicain, Jean Buvignier ainsi que le même jour dans le Vaucluse du radical Georges Taulier.  
Le 3 juin ont lieu deux autres élections partielles, en Corse et dans l'Indre, les deux pour cause de décès des sénateurs. En Corse, le républicain Jacques Hébrard est élu tandis qu'en Indre, le républicain Antony Ratier est élu, remplaçant un sénateur réactionnaire.